# Europeiska inomhusmästerskapen i friidrott 1985
Europeiska inomhusmästerskapen i friidrott 1985 genomfördes 1985 i Pireus, Grekland.

## Medaljörer, resultat

### Herrar

#### 60 m
- 1 Mike McFarlane, Storbritannien – 6,61
- 2 Antoine Richard, Frankrike – 6,63
- 3 Ronald Desruelles, Belgien – 6,64

#### 200 m
- 1 Stefano Tilli, Italien  – 20,77
- 2 Olaf Prenzler, Östtyskland  – 20,83
- 3 Aleksandr Jevgenev, Sovjetunionen  – 20,95

#### 400 m
- 1 Todd Bennett, Storbritannien  – 45,56
- 2 Klaus Just, Västtyskland  – 45,90
- 3 José Alonso, Spanien – 46,52

#### 800 m
- 1 Rob Harrison, Storbritannien – 1.49,09
- 2 Petro Dragoescu, Rumänien – 1.49,38
- 3 Leonid Masunov, Sovjetunionen – 1.49,59

#### 1 500 m
- 1 José Luis Gonzáles, Spanien – 3.39,26
- 2 Marcus O’Sullivan, Irland – 3.39,75
- 3 José Luis Carreira, Spanien – 3.40,43

#### 3 000 m
- 1 Bob Verbeeck, Belgien – 8.10,84
- 2 Thomas Wessinghage, Västtyskland  –  8.10,88
- 3 Vitalij Tisjtjenko, Sovjetunionen –  8.10,91

#### 60 m häck
- 1 György Bakos, Ungern  – 7,60
- 2 Jiři Hudec, Tjeckoslovakien – 7,68
- 3 Vjatjeslav Ustinov, Sovjetunionen  – 7,70

#### Stafett 4 x 400 m
- Ingen tävling

#### Höjdhopp
- 1 Patrik Sjöberg, Sverige – 2,35
- 2 Aleksandr Kotovitj, Sovjetunionen – 2,30
- 3 Dariusz Biczysko, Polen – 2,30

#### Längdhopp
- 1 Gyula Pálóczi, Ungern – 8,15
- 2 László Szalma, Ungern – 8,15
- 3 Sergej Lajevskij, Sovjetunionen – 8,14

#### Stavhopp
- 1 Sergej Bubka, Sovjetunionen – 5,70
- 2 Aleksandr Krupskij, Sovjetunionen – 5,70
- 3 Atanas Tarev, Bulgarien  – 5,60

#### Trestegshopp
- 1 Christo Markov, Bulgarien – 17,29
- 2 Jan Cado, Tjeckoslovakien – 17,23
- 3 Volker Mai, Östtyskland – 17,14

#### Kulstötning
- 1 Remigius Machura, Tjeckoslovakien – 21,74
- 2 Ulf Timmermann, Östtyskland – 21,44
- 3 Werner Günthör, Schweiz – 21,23

### Damer

#### 60 m
- 1 Nelli Cooman, Nederländerna – 7,10
- 2 Marlies Göhr, Östtyskland – 7,13
- 3 Heather Oakes, Storbritannien – 7,22

#### 200 m
- 1 Marita Koch, Östtyskland – 22,82
- 2 Kirsten Emmelmann, Östtyskland – 23,06
- 3 Els Vader, Nederländerna – 23,64

#### 400 m
- 1 Sabine Busch, Östtyskland – 51,35
- 2 Dagmar Rübsam, Östtyskland – 51,40
- 3 Alena Bulírová, Tjeckoslovakien – 52,64

#### 800 m
- 1 Ella Kovacs, Rumänien – 2.00,51
- 2 Nadezjda Olizarenko, Sovjetunionen – 2.00,90
- 3 Cristeana Cojucaru, Rumänien – 2.01,01

#### 1 500 m
- 1 Doina Melinte, Rumänien – 4.02,54
- 2 Fița Lovin, Rumänien – 4.03,46
- 3 Brigitte Kraus, Västtyskland – 4.03,64

#### 3 000 m
- 1 Agnese Possamai, Italien – 8.55,25
- 2 Olga Bondarenko, Sovjetunionen – 8.58,03
- 3 Yvonne Murray, Storbritannien – 9.00,94

#### 60 m häck
- 1 Cornelia Oschkenat, Östtyskland – 7,90
- 2 Ginka Zagortjeva, Bulgarien – 8,02
- 3 Anne Piquereau, Frankrike – 8,03

#### Stafett 4 x 400 m
- Ingen tävling

#### Höjdhopp
- 1 Stefka Kostadinova, Bulgarien – 1,97
- 2 Susanne Helm, Östtyskland  – 1,94
- 3 Danuta Bulkowska, Polen – 1,90

#### Längdhopp
- 1 Galina Tjistjakova, Sovjetunionen  – 7,02
- 2 Eva Murková, Tjeckoslovakien    – 6,99
- 3 Heike Drechsler, Östtyskland – 6,97

#### Kulstötning
- 1 Helena Fibingerová, Tjeckoslovakien – 20,84
- 2 Claudia Losch, Västtyskland – 20,59
- 3 Heike Hartwig, Östtyskland – 19,93

## Medaljfördelning
| Medaljfördelning |                 |      |        |       |        |
| Plats            | Land            | Guld | Silver | Brons | Totalt |
| 1                | Östtyskland     | 3    | 6      | 3     | 12     |
| 2                | Sovjetunionen   | 2    | 4      | 6     | 12     |
| 3                | Tjeckoslovakien | 2    | 3      | 1     | 6      |
| 4                | Rumänien        | 2    | 2      | 1     | 5      |
| 5                | Bulgarien       | 2    | 1      | 1     | 4      |
| 6                | Ungern          | 2    | 1      | 0     | 3      |
| 7                | Storbritannien  | 2    | 0      | 1     | 3      |
| 8                | Italien         | 2    | 0      | 0     | 2      |
| 9                | Spanien         | 1    | 0      | 2     | 3      |
| 10               | Belgien         | 1    | 0      | 1     | 2      |
|                  | Nederländerna   | 1    | 0      | 1     | 2      |
| 12               | Sverige         | 1    | 0      | 0     | 1      |
| 13               | Västtyskland    | 0    | 3      | 1     | 4      |
| 14               | Frankrike       | 0    | 1      | 1     | 2      |
| 15               | Irland          | 0    | 1      | 0     | 1      |
| 16               | Polen           | 0    | 0      | 2     | 2      |
| 17               | Schweiz         | 0    | 0      | 1     | 1      |